# William Edward Norman Bennett
William Edward Norman Bennett, besser bekannt als Bill Bennett (* 26. September 1931 in Korumburra, Australien; † 7. Oktober 2004 in Lake Havasu City, Arizona) war ein australischer Pionier der Luftfahrt.

## Leben
Bennett war Maschinist in der Royal Australian Navy. Im Jahre 1969 wanderte er in die USA aus, wo er zu einem Vorreiter des damals noch jungen Hängegleiter-Sportes wurde. Seine Firma Delta Wing Kites and Gliders war einer der ersten kommerziellen Anbieter von Hängegleitern in den Vereinigten Staaten.
1972 agierte er in einer Hängegleiter-Szene im James-Bond-Film Leben und sterben lassen als Stunt-Double für den Bond-Darsteller Roger Moore.
Er hat überdies auch Fallschirme als Rettungssysteme für Drachenflieger und Piloten entwickelt. Diese wurden ab 1976 in Deutschland beim Drachenfliegen von jedem Piloten mitgeführt.
Bennett starb am 7. Oktober 2004 im Alter von 73 Jahren bei einem Startunfall auf dem Flughafen von Lake Havasu City: Er wollte bei einem Tandemflug mit seinem Fluglehrer in einem Motorschirm seine Fluglizenz erneuern. Bennett hinterließ je zwei leibliche Töchter und Söhne sowie einen Stiefsohn.